# Europejstvo
Europejstvo (engl. europeanism) je izraz kojim se opisuje osjećaj pripadnosti Europi, odnosno vjerovanje da ona predstavlja zajednicu u kojoj se njeguju specifične društvene vrijednosti, u pravilu civiliziranije, uljuđenije i naprednije od onih u ostatku svijeta. Pod time se, pogotovo u posljednjih nekoliko desetljeća, podrazumijeva inzistiranje na sekularizmu, državi blagostanja, multilateralnoj vanjskoj politici, povjerenje u državu i njene institucije kao ključni čimbenik društva nasuprot tržišta, odbacivanje korištenja sile u rješavanju problema. Koncept europejstva je 2000-tih stekao veliku popularnost među europskom inteligencijom, pogotovo onom lijevog ideološkog predznaka, kao svojevrsna antiteza SAD u vrijeme administracije Georgea W. Busha.